# Ion Gigurtu

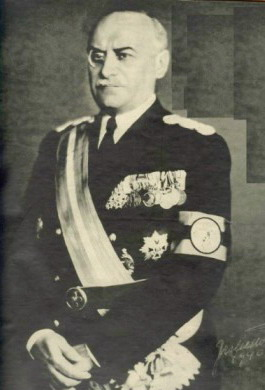
Ion Gigurtu

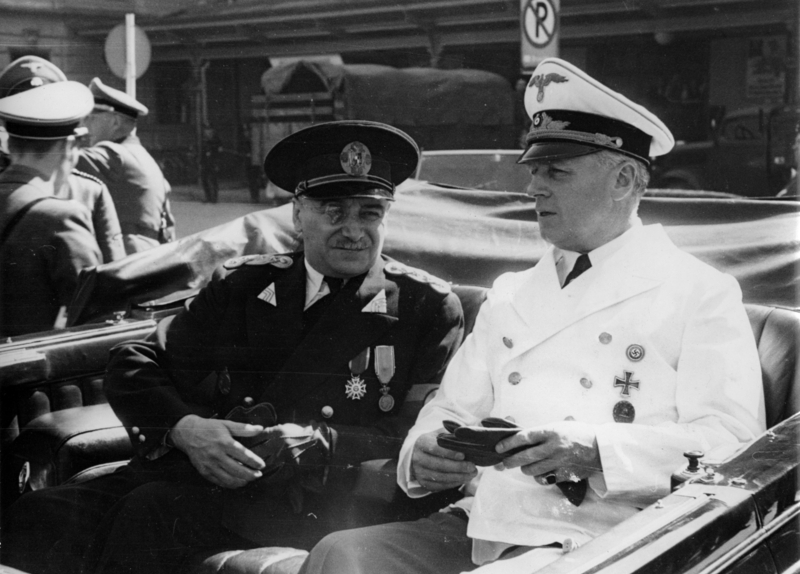
Gigurtu mit Außenminister Joachim von Ribbentrop, Salzburg 1940

Ion Gigurtu (* 24. Juni 1886 in Drobeta Turnu Severin; † 24. November 1959 in Râmnicu Sărat) war ein rumänischer Politiker, Offizier der Armata Română, Ingenieur und Industrieller sowie für die kurze Zeit vom 4. Juli bis zum 4. September 1940 Ministerpräsident Rumäniens, unter der Königsdiktatur Karls II. von Rumänien.

## Leben und Werk
Während der Zwischenkriegszeit Großrumäniens erarbeitete sich der Bergbauexperte und Veteran des Zweiten Balkankriegs und des Ersten Weltkriegs ein beträchtliches Vermögen.
Gigurtu engagierte sich in der Partidul Popular (PP) und der Partidul Național Agrar, wobei er im Verlauf seiner politischen Karriere in den 1930er Jahren verstärkt nationalsozialistische Positionen einnahm. Im Kabinett des rumänischen Ministerpräsidenten Octavian Goga erhielt Gigurtu das Ministerium für Handel und Industrie. Kurz nach Beginn des Zweiten Weltkriegs wandte er sich der von Karl II. ins Leben gerufenen Front der nationalen Wiederbelebung (rumänisch Frontul Renașterii Naționale) zu und bekam unter Ministerpräsident Gheorghe Tătărescu die ministerielle Verantwortung für das Äußere, Bauwesen und Nachrichten. Gigurtu löste nach den territorialen Verlusten an der sowjetischen Front Tătărescu als Ministerpräsident ab.
Gigurtu erkannte, dass Rumänien von Frankreich und Großbritannien keine Intervention zu erwarten hatte. So zeigte er sich in seiner Amtszeit unter anderem durch Einführung seiner lokalen Variante der Nürnberger Gesetze offen antisemitisch. Durch den am 30. August 1940 gefällten Zweiten Wiener Schiedsspruch wurde die Regierung vom Deutschen Reich und Italien genötigt, einen Teil Siebenbürgens an Ungarn abzutreten. Nach landesweiten Protesten über den „Wiener Verrat“ sah sich Gigurtu gezwungen, von seinem Amt zurückzutreten.
Er zog sich bis zum Kriegsende in Rumänien aus dem öffentlichen Leben zurück. 1944 unterstützte Gigurtu den Königlichen Staatsstreich und wurde in der Folge mehrmals verhaftet und unter Druck gesetzt. Das kommunistische Regime der neu entstandenen Volksrepublik und Sozialistischen Republik machte ihm einen Schauprozess. Ion Gigurtu starb im Gefängnis von Râmnicu Sărat (deutsch Rümnick oder Rimnik).